# Bastien i Bastienne
Bastien i Bastienne (Bastien et Bastienne, KV 50/46b) – jednoaktowy singspiel z muzyką napisaną przez Wolfganga Amadeusa Mozarta.  Autorem tekstu jest Friedrich Wilhelm Weiskern. Utwór składa się z dwunastu arii przeplatanych mówionymi dialogami. Zastosowane środki muzyczne są dość proste, jedynie finałowy tercet jest bardziej dopracowany. Utwór był pierwszą operą Mozarta napisaną w języku niemieckim.

## Osoby
- Bastienne, pasterka – sopran
- Bastien, ukochany Bastienne – tenor albo alt
- Colas, czarodziej – bas

## Treść
Akcja toczy się na wsi. Pasterka Bastienne obawia się, że jej kochanek chce ją porzucić. Zwierza się ze swych obaw czarodziejowi Colasowi. Czarodziej doprowadza do konfrontacji kochanków, podczas której wszystko sobie wyjaśniają i się godzą.

## Historia utworu
Siengspiel został skomponowany przez dwunastoletniego Mozarta w Wiedniu w 1768 roku na zamówienie Antona Mesmera. W tym samym czasie kompozytor pracował nad inną operą pt. Udana naiwność.
Słowa są tłumaczeniem z francuskiego pierwowzoru Le Devin de village (Wiejski wróżbita) autorstwa J.J. Rousseau.